# Alfredia (steltmug)
Alfredia is een monotypisch geslacht van steltmuggen (Limoniidae) met rudimentaire vleugels. Het geslacht is genoemd naar prof. Alfredo Corti, een bergbeklimmer die in het hooggebergte van de Alpen insecten verzamelde voor de Italiaanse hoogleraar zoölogie Mario Bezzi.
De enige soort die in dit geslacht wordt geplaatst, Alfredia acrobata, leeft op grote hoogte (door Corti werd het eerste exemplaar gevonden op 3100 meter).
Het holotype van deze soort in de collectie van Bezzi is, tijdens een bombardement in de Tweede Wereldoorlog, verloren gegaan.

## Soort
- Alfredia acrobata Bezzi, 1918

## Niet meer in dit geslacht
In 1935 werd een eveneens niet-vliegende muggensoort die in de Japanse Alpen werd aangetroffen, ook in dit geslacht geplaatst, en kreeg de naam Alfredia imanishii Tokunaga, 1935. Van deze soort werd later duidelijk dat die beter in de familie wintermuggen (Trichoceridae) kon worden geplaatst. Speciaal voor deze soort werd in 1952 een nieuw geslacht Kawasemyia Alexander, 1952 gemaakt maar in 1992 werd de soort als Trichocera imanishii (Tokunaga, 1935) in het geslacht Trichocera geplaatst.